# Košarkaški klub Dubrovnik
Il K.K. Dubrovnik è una società cestistica avente sede a Ragusa, in Croazia. Fondata nel 1946, gioca nel campionato croato di pallacanestro.
Disputa le partite interne nella ŠD Gospino polje, che ha una capacità di 1.500 spettatori.